# X-Men: Pryde of the X-Men
X-Men: Pryde of the X-Men (ou Orgulho dos X-Men) foi um episódio piloto de uma série animada que não chegou a ser concretizada, exibido originalmente em 1989 no bloco Marvel Action Universe, baseada na série de quadrinhos X-Men da  Marvel Comics. O piloto foi ao ar com pouca frequência em syndication e depois lançado em vídeo. Ele serviu de base para um jogo de arcade da Konami.

## Visão geral
Episódio piloto
O título é um trocadilho com o nome de Kitty Pryde, a mais jovem dos X-Men. A série do qual esse episódio foi destinado nunca se materializou; Marvel Productions  planejaria outra série lançada em 1992: X-Men: Animated Series. O financiamento para este piloto realmente veio do orçamento para RoboCop: The Animated Series. Em vez de fazer um o décimo terceiro episódio RoboCop, a Marvel Productions decidiu usar o seu financiamento para contratar a produtora japonesa Toei Animation para produzir a animação deste piloto. O piloto em si é mais especificamente influenciada pelas edições 129-139 de Uncanny X-Men.
Pouco depois deste piloto ser entregue, a Marvel começou a ter problemas financeiros (New World Pictures, que comprou a Marvel Entertainment Group (MEG) da Cadence Industries em 1986, vendeu MEG em janeiro de 1989 para o  Marvel Entertainment Group) e parou de trabalhar com praticamente tudo, menos Muppet Babies. Este piloto efetivamente marcou o fim do universo animado da Marvel criado pela DePatie-Freleng Enterprises/Marvel Productions, que começou com Fantastic Four (1978) e continuou com Spider Woman (1979), Spider-Man (1981), Spider-Man and His Amazing Friends  (1981) e The Incredible Hulk (1982). Os próprios X-Men já tinha aparecido em vários episódios de Spider-Man and His Amazing Friends, embora essa série particular não está necessariamente na mesma continuidade de "Pryde de X-Men".
Enredo
O piloto começa com um exército que pretende prender Magneto para pesquisas, mas a Rainha Branca (Emma Frost) ataca-os e liberta Magneto. Kitty Pryde vai até o Instituto Xavier Para Jovens Super Dotados a mando de uma carta escrita pelo Professor Charles Xavier. Ele explica como funciona sua base de operações secreta, explica sobre a mutação e sobre seu grupo secreto, os X-Men (Ciclope, Wolverine, Colossus, Crystal, Tempestade e Noturno), jovens com poderes sobrenaturais.  Blob e Pyro, membros do grupo terrorista Irmandade de Mutantes, que é aliado a Magneto, chamam a atenção dos X-Men, ameaçando matar humanos, mas na verdade o plano era de conseguir as coordenadas do cometa Scorpion. Os X-Men vão atrás deles e Magneto aproveita e invade a mansão com Juggernaut, para roubar a caixa de controle do cérebro.
No Asteroide M, Magneto conecta a caixa de controle do cérebro com o cometa Scorpion para controlá-lo e arremessá-lo à Terra e destruir os humanos. Wolverine acha que Kity deve ficar na mansão, mas ela secretamente entra na nave com seus poderes e ajuda o grupo a enfrentar a Irmandade de Mutantes (Groxo, Juggernaut, Lockheed, Rainha Branca, Pyro e Blob). os X-Men conseguem desativar o asteróide e salvar a humanidade, agora tendo um novo e importante membro.